# Christian T. Petersen (Spieleautor)
Christian T. Petersen (* in Washington, D.C., Vereinigte Staaten) ist ein US-amerikanischer Spieleautor und Gründer des US-amerikanischen Spieleverlags Fantasy Flight Games.

## Leben
Christian T. Petersen wurde in Washington, D.C. geboren, verbrachte aber die meiste Zeit seiner Kindheit bis zum Studium in Dänemark (Espergærde, später Rungsted) bei Kopenhagen. 1988 gründete er Pegasus Game Import, welches Brettspiele von Avalon Hill importierte und in Skandinavien verkaufte. 1990 gründete er in Dänemark das Games Weekend, ein regelmäßiges Spielertreffen.
Petersen zog in die USA, wo er 1995 sein B.A. in Wirtschaft am St. Olaf College in Northfield, Minnesota erreichte. Im selben Jahr gründete er Fantasy Flight Publishing, wo er anfangs europäische Comics vertrieb. 1997 wurde daraus Fantasy Flight Games, welches sein Spiel Twilight Imperium herausgab. Seitdem hat er verschiedene Spiele entwickelt und herausgebracht, darunter etwa Doom – Das Brettspiel 2004 und StarCraft – Das Brettspiel 2007.
2014 fusionierten Fantasy Flight Games und Asmodee und Christian T. Petersen wurde CEO von Asmodee North Amerika
Mit Star Wars: Armada entwickelte er auch ein Tabletop-Spiel, das 2015 veröffentlicht wurde.

## Ludologie
Die folgenden Spiele wurden Christian T. Petersen, teilweise zusammen mit anderen Spieleautoren von entwickelt:
| Jahr | Titel                                          | Verlag                                              | Anmerkung                            |
| ---- | ---------------------------------------------- | --------------------------------------------------- | ------------------------------------ |
| 1997 | Twilight Imperium                              | Fantasy Flight Games                                |                                      |
| 1997 | GolfMania                                      | Fantasy Flight Games                                |                                      |
| 1998 | Battlemist                                     | Fantasy Flight Games                                |                                      |
| 1998 | Mag·Blast                                      | Fantasy Flight Games                                | mit Anders M. Petersen               |
| 1999 | Diskwars                                       | Fantasy Flight Games                                |                                      |
| 1999 | Thunder's Edge                                 | Fantasy Flight Games                                |                                      |
| 2000 | Twilight Imperium Second Edition               | Fantasy Flight Games                                |                                      |
| 2000 | Deadlands: Doomtown Range Wars                 | Fantasy Flight Games                                | mit Tom Jolly                        |
| 2000 | Orcz                                           | Fantasy Flight Games                                | mit Greg Benage                      |
| 2001 | Twilight Imperium: Armada                      | Fantasy Flight Games                                | mit Darrel Hardy                     |
| 2001 | Delta V                                        | Fantasy Flight Games                                | mit Darrel Hardy                     |
| 2001 | Maelstrom                                      | Fantasy Flight Games                                | mit Tom Jolly, Darrel Hardy          |
| 2002 | Mag·Blast (Second Edition)                     | Fantasy Flight Games                                | mit Anders M. Petersen               |
| 2002 | A Game of Thrones Collectible Card Game        | Fantasy Flight Games                                | mit Eric M. Lang, Nate French        |
| 2003 | Der Eiserne Thron                              | Heidelberger Spieleverlag (de) Fantasy Flight Games | mit Kevin Wilson                     |
| 2003 | Der Herr der Ringe: Das Meisterquiz            | Kosmos (de) Fantasy Flight Games                    |                                      |
| 2004 | Doom: Das Brettspiel                           | Heidelberger Spieleverlag (de) Fantasy Flight Games | mit Kevin Wilson                     |
| 2005 | Twilight Imperium: Third Edition               | Fantasy Flight Games                                |                                      |
| 2005 | World of Warcraft: Das Brettspiel              | Heidelberger Spieleverlag (de) Fantasy Flight Games |                                      |
| 2005 | Der Herr der Ringe: Die Entscheidung           | Heidelberger Spieleverlag (de) Fantasy Flight Games | mit Eric M. Lang, Reiner Knizia      |
| 2006 | Mag·Blast: 3. Edition                          | Heidelberger Spieleverlag (de) Fantasy Flight Games | mit Anders M. Petersen               |
| 2007 | Starcraft: Das Brettspiel                      | Heidelberger Spieleverlag (de) Fantasy Flight Games | mit Corey Konieczka                  |
| 2007 | Tide of Iron                                   | Fantasy Flight Games                                | mit Corey Konieczka, John Goodenough |
| 2008 | Mutant Chronicles Collectible Miniatures Game  | Fantasy Flight Games                                | mit Eric M. Lang, Nate French        |
| 2008 | Der Eiserne Thron: Das Kartenspiel             | Heidelberger Spieleverlag (de) Fantasy Flight Games | mit Eric M. Lang, Nate French        |
| 2009 | Abenteuer in Mittelerde                        | Kosmos (de) Fantasy Flight Games                    | mit Corey Konieczka, Tim Uren        |
| 2011 | Der Eiserne Thron (2. Edition)                 | Heidelberger Spieleverlag (de) Fantasy Flight Games | mit Kevin Wilson                     |
| 2012 | Rex: Die letzten Tage eines Imperiums          | Heidelberger Spieleverlag (de) Fantasy Flight Games |                                      |
| 2012 | Der Eiserne Thron: Das Brettspiel (2. Edition) | Heidelberger Spieleverlag (de) Fantasy Flight Games |                                      |
| 2012 | Der Eiserne Thron: Das Kartenspiel             | Heidelberger Spieleverlag (de) Fantasy Flight Games |                                      |
| 2013 | Warhammer: Diskwars                            | Heidelberger Spieleverlag (de) Fantasy Flight Games | mit Tom Jolly, Lukas Litzsinger      |
| 2015 | Star Wars: Armada                              | Heidelberger Spieleverlag (de) Fantasy Flight Games | mit James Kniffen                    |
| 2017 | Twilight Imperium: Fourth Edition              | Fantasy Flight Games                                | mit Dane Beltrami, Corey Konieczka   |

Diese Liste enthält keine Erweiterungen.